# José Silva
José Carlos Vilhena da Silva (Barreiro, 16 aprile 1989) è un cestista portoghese.
Alto 194 cm, gioca come ala piccola.

## Carriera
Con il Portogallo ha disputato i Campionati europei del 2011.

## Palmarès
- Campionato portoghese: 1

Benfica: 2022-2023
- Coppa di Portogallo: 2

Vitória Guimarães: 2013
Benfica: 2023
- Supercoppa del Portogallo: 1

Benfica: 2023